# Фатих (мечеть)
Мече́ть Фати́х или Мече́ть Завоевателя (тур. Fatih Camii) — одна из больших мечетей Стамбула, расположенная в европейской части города в районе Фатих.
Построена в 1470 году на месте византийского храма Святых Апостолов. Полностью разрушена землетрясением 1766, восстановлена в 1771 году. Диаметр купола — 26 метров. Во дворе мечети находится кладбище, здесь в мавзолее покоится османский султан, завоеватель Константинополя — Мехмед II. Гробница является одной из самых важных городских святынь. При мечети также имеется медресе.

## История
Мечеть Фатих, построенная в 1463—1470-х годах по приказу султана Мехмеда Завоевателя, представляла собой религиозно-общественный комплекс небывалых размеров. Она была возведена на месте полуразрушенной византийской церкви Святых Апостолов. Спроектированная архитектором Атиком Синаном, мечеть Фатих стала первым крупным зданием, выполненным в османской имперской архитектурной традиции.
Изначально комплекс состоял из мечети и группы зданий вокруг неё. Туда входили восемь медресе, библиотека, больница, приют, караван-сарай, рынок, хаммам, начальная школа и публичная кухня (имарет), где раздавалась еда для бедных. Позже были добавлены различные тюрбе. В то время комплекс занимал почти квадратную площадь со стороной в 325 метров, простираясь вдоль улицы Fevzipasa.
Мечеть сильно пострадала во время землетрясения 1509 года, после чего была восстановлена, однако была снова повреждена землетрясениями 1557 и 1754 годов и позже восстановлена. Здание было полностью разрушено землетрясением 22 мая 1766 года, когда обрушился главный купол и стены были непоправимо повреждены. Нынешняя мечеть (построенная уже по совсем другому плану) была завершена в 1771 году при султане Мустафе III. Архитектор — Мимар Мехмет Тахир.

## Архитектура

### Внешний вид

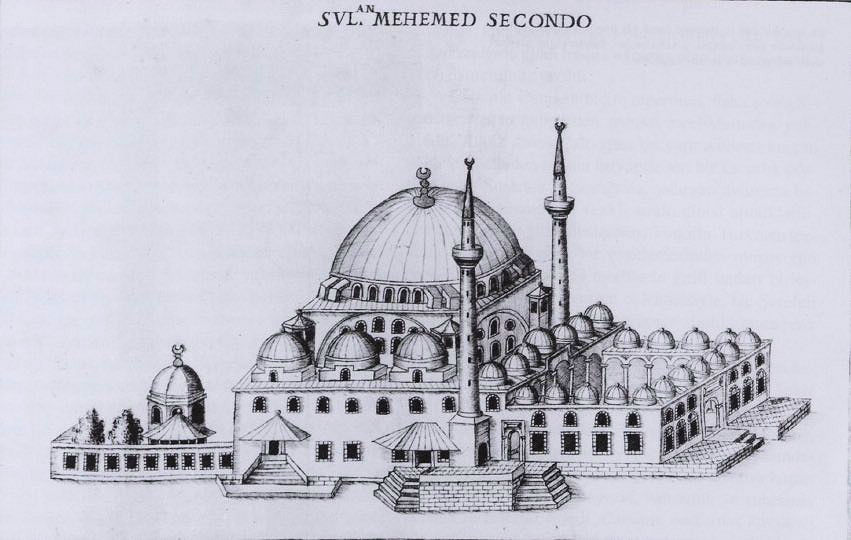

Изначально мечеть Фатих имела один центральный купол, поддерживаемый единственным полукуполом того же диаметра со стороны киблы, подвешенный на четырёх арках. Его диаметр составлял 26 метров. Современное здание мечети (1771) имеет квадратный план. Центральный купол поддерживается четырьмя полукуполами по бокам. Внутренний двор, портал и нижние части минаретов остались ещё от первой постройки, всё остальное было реконструировано в 1771 году в стиле барокко. Над мечетью возвышаются два минарета, каждый из них имеет по два балкона (шерефе).

### Интерьер

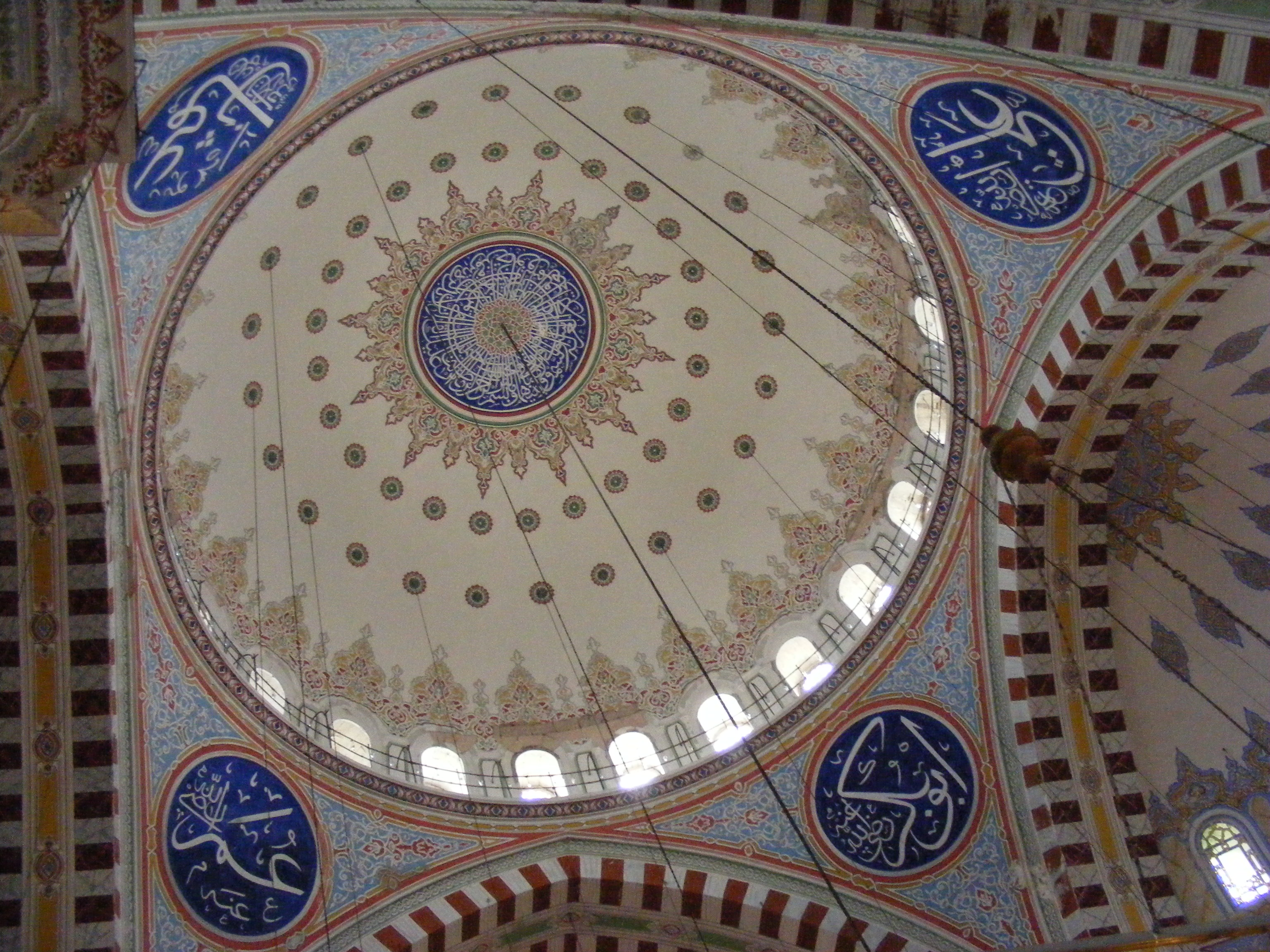
Центральный купол мечети Фатих.

Сегодняшний интерьер мечети Фатих является по сути копией более ранних разработок Атика Синана, которые он сам неоднократно использовал в своих других проектах в Стамбуле, как и его ученики (в этой технике видно подражание собору Святой Софии). Центральный купол диаметром 26 метров поддерживают четыре полукупола с большими мраморными колоннами. В каллиграфических надписях и минбаре видно влияние барокко, однако низкокачественная белая плитка мечети Фатих не идёт в никакое сравнение с изникской керамикой, составляющей великолепие таких зданий как мечеть Рустема-паши. Михраб остался ещё от первой постройки.

### Комплекс
Как и прочие постройки имперской эпохи в Стамбуле, мечеть Фатих была спроектирована как кюллие, то есть комплекс построек, которые должны служить религиозным и общественным нуждам.
К северу и к востоку от мечети находятся восемь больших медресе, по четыре с каждой стороны, носящие название Sahn-ı Seman. Эти здания симметричны, каждое включает в себя 18 комнат для учеников (каждая вмещает четырёх) и класс (dershane). Позади каждого медресе была пристройка, размером с половину самого здания. Все пристройки были снесены в результате строительства дороги. В медресе в своё время содержались около тысячи учеников; впоследствии они стали основой Стамбульского университета.
Приют (taphane) находится к югу от мечети. При здании есть красивый внутренний двор, примечательный находящимися в нём колоннами из офикальцита и гранита, которые, вероятно, были спасены из разрушенной церкви Святых Апостолов. Напротив приюта расположен большой тюрбе — гробница Накшидиль, матери султана Махмуда II.
На кладбище, что к юго-востоку от мечети (в направлении к кибле), находятся тюрбе султана Мехмеда II Завоевателя и его жены Гюльбахар Хатун. Оба мавзолея были перестроены после землетрясения. Тюрбе Завоевателя выполнен в стиле барокко, интерьер богато украшен. Гробница Гюльбахар, напротив, отличается простотой и классическими линиями и, возможно, имеет большое сходство с первой постройкой. Кроме того, здесь находится множество могил ведущих государственных лиц, среди них Осман Нури-паша.
С той же стороны к мечети прилегает украшенная куполом библиотека, построенная в 1724 году. Одна из её дверей выходит на улицу, в то время как остальные две ведут во внутренний дворик мечети. На данный момент библиотека ремонтируется, и её книги находятся «на хранении» у библиотеки мечети Сулеймание.

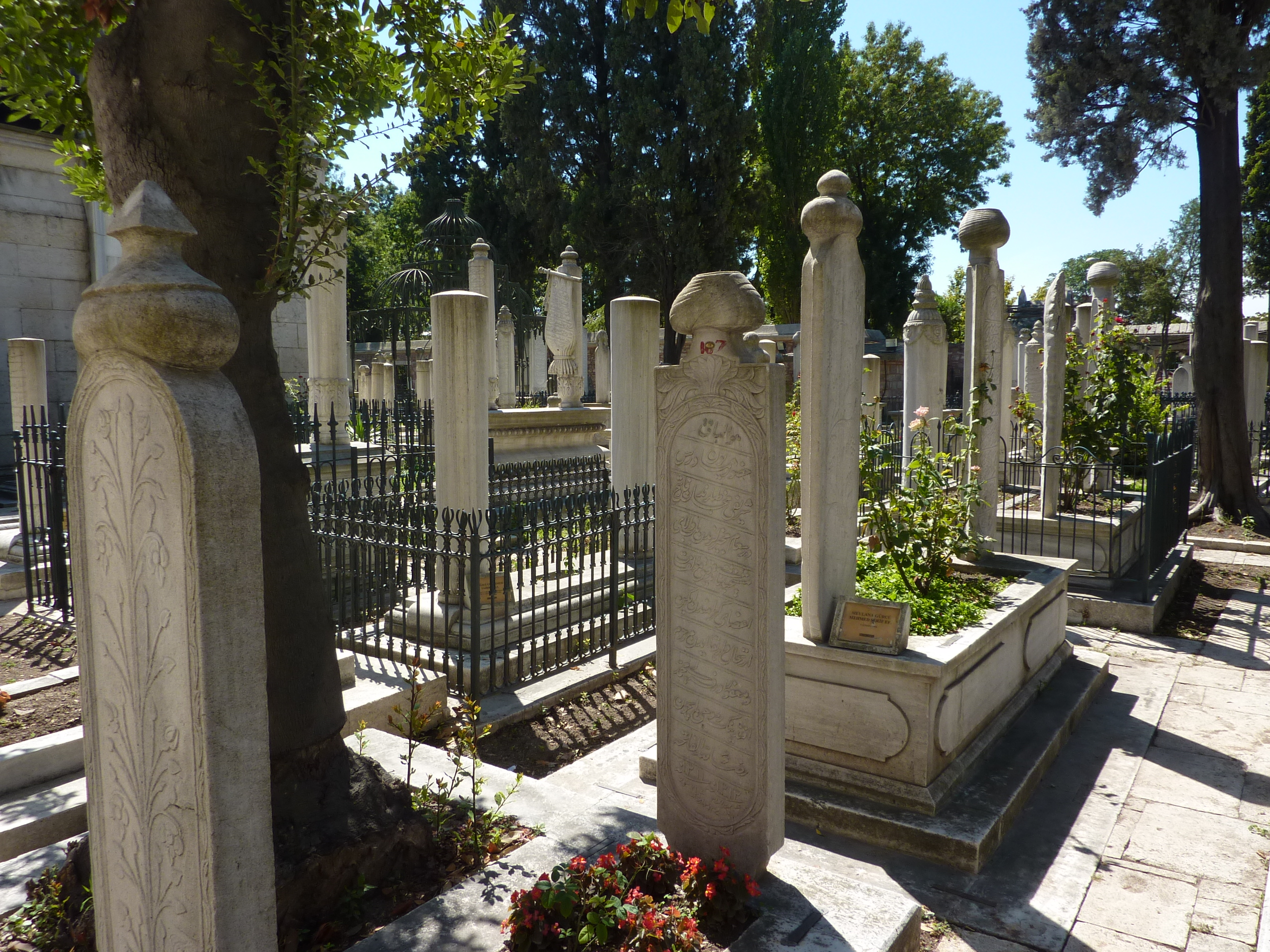
Кладбище у мечети Фатих.

Караван-сарай при мечети Фатих был реконструирован в 1980-х годах и совмещён с новыми магазинами с целью превратить его в рабочее место. Больница, рынок, кухни и хаммам не сохранились до наших дней.